# David Furnish
David James Furnish (Toronto, 25 ottobre 1962) è un regista e produttore cinematografico canadese.
È noto per essere il marito della superstar britannica Elton John.

## Biografia
Nasce a Toronto, figlio di Jack e Gladys Furnish. Ha un fratello maggiore, John, e un fratello minore, Peter. Nel 1985 si laurea alla University of Western Ontario e si trasferisce a Londra per motivi di lavoro.
Il 30 ottobre 1993 viene invitato ad una festa a casa di Elton da un amico comune; inizialmente teme che il ricevimento possa essere spiacevole e la star noiosa. In seguito, invece, si ricrede: tra lui e John si verifica subito un'attrazione particolare, e nel 1994 il canadese dichiarerà ufficialmente di essere diventato il compagno di Elton John. Nel 2005, i due stabiliranno una partnership civile nel primo giorno utile per le unioni omosessuali nel Regno Unito. Dopo anni di fidanzamento, la coppia decide di sposarsi il 21 dicembre 2014.
Molto interessato al mondo del cinema, David si occuperà (in vesti diverse) di film come Tantrums and Tiaras (1997), Women Talking Dirty (1999), Desert Flower (1999), Kofi Annan: Center of the Storm (2002) e Boygirl - Questione di... sesso (2006). Scrive inoltre per le riviste Interview and GQ. Con Elton è impegnato molto attivamente nell'organizzazione della Elton John AIDS Foundation.

## Filmografia

### Regista
- Tantrums and Tiaras (1997)
- Fame and Fashion: Inside Gucci - Sex and Fashion (2002)
- Fame and Fashion: Inside Versace - Fame and Fashion (2002)

### Produttore
- Kofi Annan: Center of the Storm, regia di Bonni Cohen (1998)
- Women Talking Dirty, regia di Coky Giedroyc (1999)
- Boygirl - Questione di... sesso (It's a Boy Girl Thing), regia di Nick Hurran (2006)
- Gnomeo e Giulietta (Gnomeo & Juliet), regia di Kelly Asbury (2011)
- Rocketman, regia di Dexter Fletcher (2019)

## Televisione
- Spectacle: Elvis Costello with...; produttore (2008)

## Teatro
- Billy Elliot the Musical; produttore esecutivo (marzo 2005)